# Йоханнесен, Тоути
То́ути Йоха́ннесен (фар. Tóti Johannessen; род. 20 января 2005 года в Твёройри, Фарерские острова) — фарерский футболист, полузащитник клуба «ТБ».

## Карьера
Тоути является воспитанником футбольной школы «ТБ» из Твёройри. В сезоне-2021 под руководством главного тренера Хелен Нквоча он стал привлекаться к тренировкам и матчам взрослой команды «чёрно-белых». Свою первую игру в составе «ТБ» Тоути провёл 16 октября 2021 года: в матче чемпионата Фарерских островов с «ЭБ/Стреймур» он заменил Филипа Джорджевича на 91-й минуте. Через 8 дней полузащитник вышел на замену вместо Мусы Арма на 58-й минуте встречи с тофтирским «Б68». 30 октября Тоути отыграл 5 минут в матче против «07 Вестур», выйдя на поле вместо Оддмара Йесперсена. Суммарно в своём дебютном сезоне полузащитник принял участие в 3 играх чемпионата Фарерских островов.

## Статистика выступлений
| Выступление      | Выступление      | Выступление      | Лига | Лига | Кубки | Кубки | Еврокубки | Еврокубки | Прочие | Прочие | Итого | Итого |
| Клуб             | Лига             | Сезон            | Игры | Голы | Игры  | Голы  | Игры      | Голы      | Игры   | Голы   | Игры  | Голы  |
| ---------------- | ---------------- | ---------------- | ---- | ---- | ----- | ----- | --------- | --------- | ------ | ------ | ----- | ----- |
| ТБ Твёройри      | Премьер-лига     | 2021             | 3    | 0    | 0     | 0     | 0         | 0         | 0      | 0      | 3     | 0     |
| ТБ Твёройри      | Итого            | Итого            | 3    | 0    | 0     | 0     | 0         | 0         | 0      | 0      | 3     | 0     |
| Всего за карьеру | Всего за карьеру | Всего за карьеру | 3    | 0    | 0     | 0     | 0         | 0         | 0      | 0      | 3     | 0     |